# Ilse Korn

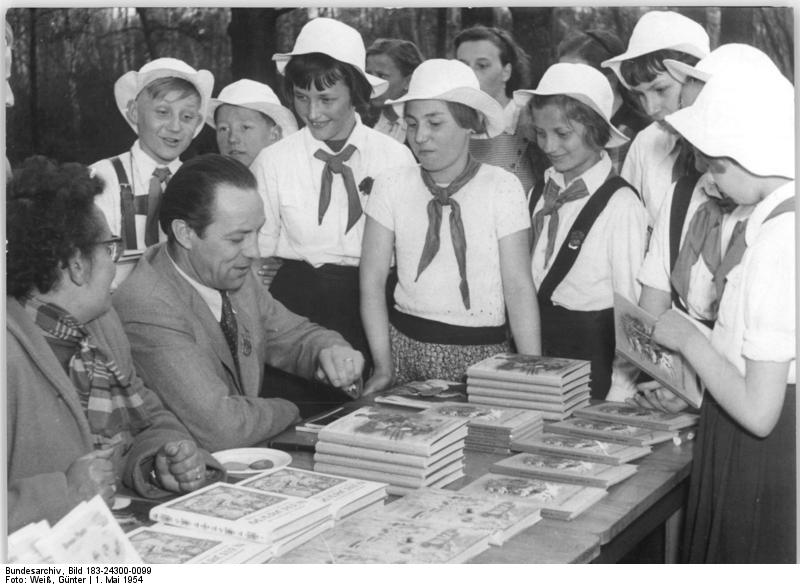
Bücherbasar mit Ilse Korn und Willi Meinck in Berlin beim Volksfest am 1. Mai 1954 im Pionierpark „Ernst Thälmann“ Wuhlheide

Ilse Korn, geb. Truöl, Pseudonym Cornelia Holm (* 23. April 1907 in Dresden; † 14. Juni 1975 in Kleinmachnow) war eine deutsche Schriftstellerin.

## Leben
Ilse Truöl wuchs als eine von drei Töchtern des Steuerberaters Willy Truöl und seiner Ehefrau Margarethe in Dresden auf.
Nach ihrer Schulausbildung erlernte sie 1925 bis 1927 den Beruf der Bibliothekarin in Leipzig. Im Anschluss daran erhielt sie eine Anstellung an der Sächsischen Landesbibliothek in Dresden, wo sie bis zu ihrer Verhaftung 1943 arbeitete. Die Bücherverbrennung am 10. Mai 1933 in Dresden erregten ihren Widerspruch und den Wunsch, gegen die Nazis etwas zu unternehmen. 
Auf einer geheimen Zusammenkunft von Nazigegnern lernte sie 1935 Vilmos Korn kennen, einen in der Illegalität lebenden kommunistischen Schriftsteller und Journalisten, den sie bald darauf heiratete. Da sie daher den Vater ihrer Tochter Nina Madlen (* 19. Juni 1938) nicht nennen durfte, musste sie ihre Tochter bis 1941 bei Pflegeeltern in Hinterstein (Allgäu) lassen. Im Sommer 1943 wurde sie, einige Wochen nach ihrem Mann, von der Gestapo verhaftet und bis 1945 inhaftiert. In der Nacht des 13. Februar 1945, während des anglo-amerikanischen Bombenangriffs auf Dresden, entkam sie dem Frauengefängnis Dresden, weil inhaftierte Genossen in letzter Minute die Zellentür aufschließen konnten. Ohne Papiere und Lebensmittelkarten gelang es ihr – mit der mutigen Unterstützung ihrer beiden Schwestern – sich bis zum Kriegsende im Erzgebirge zu verstecken. Erst am 8. Mai 1945 konnte sie wieder ihre Tochter und einige Zeit später auch ihren Mann in die Arme schließen.
Bereits im Juni 1945 wurde Ilse Korn von der Sowjetischen Militäradministration (SMAD) als Leiterin der Dresdner Landesbibliothek eingesetzt, schon wenige Monate später war sie Referentin für Bibliothekswesen des Landes Sachsen und im April 1946 Referentin für das Volks- und Leihbüchereiwesen und Mitbegründerin der Zeitschrift „Volksbibliothekar“. Am 27./28. November 1947 war sie Tagungsleiterin der 1. sächsischen Bibliothekartagung und hielt ein Referat „Zeitfragen der Volksbüchereiarbeit“. 1949 war sie Leiterin der Sächsischen Landesstelle für Büchereiwesen und geistige Urheberin des „Gesetzes über die Demokratisierung des Büchereiwesens“. 1951 wurde sie nach Berlin ins Ministerium für Volksbildung der DDR berufen. Sie übernahm die Leitung einer Sonderkommission, die damit beauftragt war, im ganzen Land Bibliotheken eigens für Kinder zu gründen. Da sie jedoch die Schriftstellerei und die Arbeit im Ministerium zeitlich nicht vereinbaren konnte, schied sie „aus persönlichen Gründen“ bereits 1952 dort aus und arbeitete fortan als freischaffende Autorin.
Seit 1950 lebte Ilse Korn mit ihrer Familie in Kleinmachnow bei Potsdam und trat im Laufe der kommenden Jahre immer häufiger auch als Märchenerzählerin in Erscheinung. Das hatte sich anfangs eher zufällig ergeben, denn bei den zahlreichen Eröffnungsveranstaltungen der Kinderbibliotheken setzte sie sich oft – in Ermangelung von Büchern, aus denen man hätte vorlesen können – vor die Kinder und erzählte Märchen, meist ganz unbekannte, aus fernen Ländern. Sie erzählte alles aus dem Gedächtnis, voller Temperament und Humor, mit einem schier unerschöpflichen Wortschatz. Die Zuhörer – Kinder wie Erwachsene – waren von ihrer Erzählkunst so begeistert, dass sie immer häufiger eingeladen wurde, als Märchenerzählerin aufzutreten. Zu Ilse Korns „Märchenstunden im Haus der Deutsch-Sowjetischen Freundschaft“ in Berlin (heute Palais am Festungsgraben) kamen manchmal bis zu 100 Kinder mit ihren Lehrern oder Eltern. In der DDR war Ilse Korn die erste Märchenerzählerin, weit über die Stadtgrenzen hinaus bekannt und beliebt und blieb es bis zu ihrem Tod im Juni 1975.

## Werke
- 1952 Mit Bärbel fing es an
- 1955 Märchenstunden. Eine Anleitung für Lehrer, Erzieher und Pionierleiter
- 1955 Märchen für die Jüngsten. Eine Märchensammlung für die Hand der Kindergärtnerin und der Eltern
- 1957 Königin im Leinenkleid. 34 Märchen von den klugen und liebenswerten Frauen (ausgesucht und vielfach neu erzählt)
- 1957 Die drei schwarzen Schwäne. Ein kirgisisches Märchen (Erläuterungen zum Bildband)
- 1957 Der mutige Wai. Ein Märchen vom Meer und von großen Tieren (Erläuterungen zum Bildband)
- 1962 Mohr und die Raben von London (gemeinsam mit Vilmos Korn)
- 1967 Der Falke unter dem Hut. Allerlei Märchen und Geschichten von Spaßvögeln, Schelmen und anderen gewitzten Leuten (Zusammenstellung und Bearbeitung)
- 1968 Meister Hans Röckle und Mister Flammfuß (gemeinsam mit Vilmos Korn)
- 1973 Übers Eis des Ladoga

Zwei ihrer Bücher wurden durch die DEFA verfilmt:
- 1968 Mohr und die Raben von London
- 1974 Hans Röckle und der Teufel

## Ehrung
- 1964 Theodor-Fontane-Preis des Bezirks Potsdam (gemeinsam mit Vilmos Korn)